# Парма (Айдахо)
Парма (англ. Parma) — місто в окрузі Каньйон, штат Айдахо, США. Згідно з переписом 2010 року населення становило 1983 особи, що на 212 осіб більше, ніж 2000 року. Є частиною агломерації Бойсе.

## Географія
Парма розташована за координатами 43°47′11″ пн. ш. 116°56′33″ зх. д. / 43.78639° пн. ш. 116.94250° зх. д. (43.786284, -116.942491).  За даними Бюро перепису населення США в 2010 році місто мало площу 2,88 км², з яких 2,85 км² — суходіл та 0,03 км² — водойми.

## Демографія

### Перепис 2010 року
За даними перепису 2010 року, у місті проживало 1 983 особи в 710 домогосподарствах у складі 506 родин. Густота населення становила 696,0 ос./км². Було 779 помешкань, середня густота яких становила 273,4/км². Расовий склад міста: 75,4% білих, 0,4% афроамериканців, 1,2% індіанців, 0,7% азіатів, 20,0% інших рас, а також 2,4% людей, які зараховують себе до двох або більше рас. Іспанці та латиноамериканці незалежно від раси становили 31,0% населення.
Із 710 домогосподарств 37,3% мали дітей віком до 18 років, які жили з батьками; 51,7% були подружжями, які жили разом; 13,5% мали господиню без чоловіка; 6,1% мали господаря без дружини і 28,7% не були родинами. 24,6% домогосподарств складалися з однієї особи, у тому числі 10,2% віком 65 і більше років. У середньому на домогосподарство припадало 2,77 мешканця, а середній розмір родини становив 3,31 особи.
Середній вік жителів міста становив 34,9 року. Із них 30,1% були віком до 18 років; 7,8% — від 18 до 24; 24,1% від 25 до 44; 24,2% від 45 до 64 і 13,8% — 65 років або старші. Статевий склад населення: 50,6% — чоловіки і 49,4% — жінки.
Середній дохід на одне домашнє господарство  становив 38 815 доларів США (медіана — 31 705), а середній дохід на одну сім'ю — 47 668 доларів (медіана — 38 221). Медіана доходів становила 31 935 доларів для чоловіків та 24 679 доларів для жінок. За межею бідності перебувало 26,2 % осіб, у тому числі 29,3 % дітей у віці до 18 років та 17,1 % осіб у віці 65 років та старших.
Цивільне працевлаштоване населення становило 758 осіб. Основні галузі зайнятості: освіта, охорона здоров'я та соціальна допомога — 17,7 %, виробництво — 16,9 %, сільське господарство, лісництво, риболовля — 12,5 %, будівництво — 10,0 %.

### Перепис 2000 року
За даними перепису 2000 року, у місті проживало 1 771 осіб у 617 домогосподарствах у складі 454 родин. Густота населення становила 743,2 ос./км². Було 676 помешкань, середня густота яких становила 283,7/км². Расовий склад міста: 83,91% білих, 0,17% афроамериканців, 0,85% індіанців, 0,96% азіатів, 9,66% інших рас і 4,46% людей, які зараховують себе до двох або більше рас. Іспанці та латиноамериканці незалежно від раси становили 27,10% населення.
Із 617 домогосподарств 38,2% мали дітей віком до 18 років, які жили з батьками; 60,3% були подружжями, які жили разом; 9,2% мали господиню без чоловіка, і 26,4% не були родинами. 23,0% домогосподарств складалися з однієї особи, у тому числі 14,1% віком 65 і більше років. У середньому на домогосподарство припадало 2,85 мешканця, а середній розмір родини становив 3,41 особи.
Віковий склад населення: 31,4% віком до 18 років, 7,8% від 18 до 24, 26,9% від 25 до 44, 19,1% від 45 до 64 і 14,9% років і старші. Середній вік жителів — 33 року. Статевий склад населення: 49,5 % — чоловіки і 50,5 % — жінки. 
Середній дохід домогосподарств у місті становив $31 964, родин — $36 336. Середній дохід чоловіків становив $26 167 проти $18 636 у жінок. Дохід на душу населення в місті був $11 861. Приблизно 11,7% родин і 15,0% населення перебували за межею бідності, включаючи 13,9% віком до 18 років і 28,9% від 65 і старших.